# میگل کاپچینی
میگل کاپچینی (انگلیسی: Miguel Capuccini؛ ۵ ژانویهٔ ۱۹۰۴ – ۹ ژوئن ۱۹۸۰) یک بازیکن فوتبال اهل اروگوئه بود.